# Колвіл-Лейк
Колвіл-Лейк (англ. Colville Lake) — поселення в Канаді, у  Північно-західних територіях.

## Населення
За даними перепису 2016 року, поселення нараховувало 129 осіб, показавши скорочення на 13,4%, порівняно з 2011-м роком. Середня густина населення становила 1 осіб/км².
З офіційних мов обидвома одночасно не володів жоден з жителів, тільки англійською — 120, а 5 — жодною з них. Усього 35 осіб вважали рідною мовою не одну з офіційних, з них 30 — одну з корінних мов.
Працездатне населення становило 61,1% усього населення, рівень безробіття — 18,2% (33,3% серед чоловіків та 40% серед жінок). 90,9% осіб були найманими працівниками, а 0% — самозайнятими.

## Клімат
Середня річна температура становить -7,6°C, середня максимальна – 18°C, а середня мінімальна – -33°C. Середня річна кількість опадів – 242 мм.
| Клімат поселення                              | Клімат поселення | Клімат поселення | Клімат поселення | Клімат поселення | Клімат поселення | Клімат поселення | Клімат поселення | Клімат поселення | Клімат поселення | Клімат поселення | Клімат поселення | Клімат поселення | Клімат поселення |
| Показник                                      | Січ.             | Лют.             | Бер.             | Квіт.            | Трав.            | Черв.            | Лип.             | Серп.            | Вер.             | Жовт.            | Лист.            | Груд.            |                  |
| Середній максимум, °C                         | −21,71           | −20,22           | −16,54           | −4,14            | 6,81             | 16,67            | 17,97            | 14,80            | 7,77             | −2,54            | −14,94           | −20,64           |                  |
| Середня температура, °C                       | −27,32           | −25,84           | −22,15           | −9,76            | 1,19             | 11,06            | 14,44            | 11,27            | 4,24             | −6,07            | −18,49           | −24,19           |                  |
| Середній мінімум, °C                          | −32,95           | −31,46           | −27,77           | −15,38           | −4,43            | 5,43             | 10,90            | 7,74             | 0,71             | −9,58            | −22              | −27,72           |                  |
| Норма опадів, мм                              | 13               | 12               | 10               | 8                | 10               | 24               | 34               | 40               | 32               | 28               | 16               | 15               |                  |
| Середньомісячна швидкість вітру, м/с          | 2.70             | 2.70             | 3.10             | 3.50             | 3.80             | 3.90             | 3.80             | 3.90             | 4.00             | 3.70             | 3.00             | 2.80             |                  |
| Середньомісячна сонячна радіація, кДж/м²·день | 379              | 2107             | 7405             | 15102            | 20344            | 22619            | 19351            | 13299            | 7210             | 2489             | 612              | 110              |                  |
| --------------------------------------------- | ---------------- | ---------------- | ---------------- | ---------------- | ---------------- | ---------------- | ---------------- | ---------------- | ---------------- | ---------------- | ---------------- | ---------------- | ---------------- |
| Джерело:                                      |                  |                  |                  |                  |                  |                  |                  |                  |                  |                  |                  |                  |                  |